# Дряново (Хасковская область)
Дряново (болг. Дряново) — село в Болгарии. Находится в Хасковской области, входит в общину Симеоновград. Население составляет 148 человек.

## Политическая ситуация
В местном кметстве Дряново, в состав которого входит Дряново, должность кмета (старосты) исполняет Желязко Златев Матев (Болгарский земледельческий народный союз (БЗНС)) по результатам выборов.
Кмет (мэр) общины Симеоновград — Милена Георгиева Рангелова (Демократы за сильную Болгарию (ДСБ)) по результатам выборов в правление общины.